# Lantränteriet
Lantränteriet var en avdelning inom landskontoret, som fanns i varje svenskt län. 
Lantränteriet ledde sitt ursprung från den äldsta landshövdingsinstruktionens föreskrift (1635), att i varje landshövdingeresidens skulle finnas en välvd, med järndörr försedd kammare till förvar av penningar och akter. Från senare delen av 1600-talet fanns lantkassan och dess förvaltare, lanträntmästaren. Till följd av penningförvaltningens i länen överflyttande till riksbankskontoren drogs lantränterierna in vid 1908 års utgång.